# Mugesera-See
Der Mugesera-See ist ein Binnensee im Osten Ruandas.

## Beschreibung
Er liegt in der Ostprovinz, etwa 40 Kilometer südöstlich der Hauptstadt Kigali und etwa 20 Kilometer südwestlich der Stadt Rwamagana. Der Mugesera-See gehört zur Gisaka-Seengruppe im südöstlichen Ruanda, nahe der Grenze zu Burundi. Der Mugesera-See ist der größte See dieser Gruppe, zu der noch der westlich liegende Birira-See und der südlich liegende Sake-See zählen.
Der See erstreckt sich über eine Länge von etwa 14 Kilometern von Nordwest nach Südost. An seinem nördlichen Ende erstreckt sich eine mehr als 10 Kilometer lange und weniger als einen Kilometer breite Bucht in östlicher Richtung bis hinter den Ort Mabare. In diese Bucht münden drei Flüsse, der Nyirabidibili, der Rwangunda und der Mwambu. Etwas westlich der Bucht mündet der Ruvomo in den See. An seinem nordwestlichen Ufer fließt etwa 2 Kilometer entfernt der Nyabarongo vorbei, mit dem der See durch ein Sumpfgebiet verbunden ist. Der Mugesera-See ist lediglich 4 m tief.

## Flora und Fauna
Am Ufer wachsen Senegalesische Dattelpalmen (Phoenix reclinata) und die Hühnerhirsenart Echinochloa pyramidalis. Zu den vorkommenden Tierarten zählen Fleckenhalsotter sowie weniger häufig Krokodile.

## Verkehr
Boote sind auf den Seen Ruandas ein viel genutztes Transportmittel. Am 26. Januar 2024 kamen mindestens acht Menschen bei einem Bootsunglück auf dem Mugesera-See ums Leben. Das für 15 Personen ausgelegte Holzboot, war mit mehr als 40 Personen überladen.